# Bouchard Plaza
Bouchard Plaza (исп. Torre Bouchard Plaza, также известное как Edificio La Nacion) — офисное здание в районе Сан-Николас, в Буэнос-Айресе, Аргентина. Штаб-квартира газеты La Nación, металлургической компании Techint и офис компании PricewaterhouseCoopers.

## Первое здание

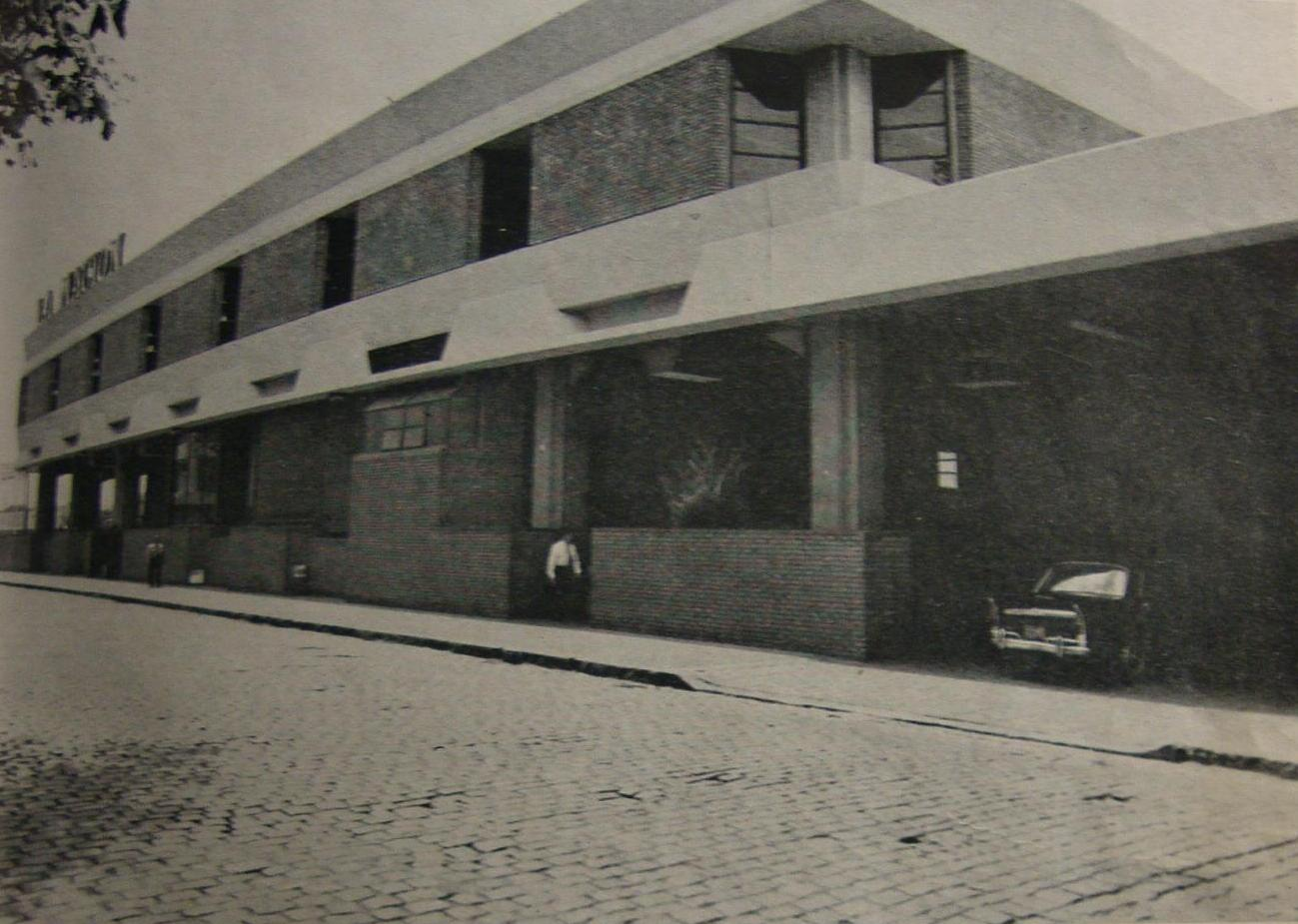
Первое здание в 1972 году

Оригинальное здание было спроектировано компанией SEPRA Study (архитекторы Санчес Элиа, Перальта Рамос и Агостини), победители конкурса в 1955 году, для нового здания газеты. Сотрудничали с архитекторами Эмилио Варела, Грегорио де Лаферрере, Флора Саини, Гектор Лакарра и Эрнан Репетто. Планировалось построить здание на улицах Флорида и Сан-Мартин, между проспектами Сармьенто и Авенида Корриентес.
Оно было построено в несколько этапов: во-первых, строительство началось в 1960 году и в январе 1969 года были построены (подвалы, цокольный этаж и первый этаж). Верхние четыре этажа были построены в последующие годы. Второй этап был завершен в 1975 году; и последний этап, в том числе и внутренняя отделка и декор, завершен в 1980 году.
Нижние этажи предназначались для полиграфической промышленности и верхние для офисов, внешний вид здания представлял кирпичную стену снизу, и стеклопакет вверху. Лифты и эскалаторы были расположены в самом центре здания, в результате чего из здания был вид на Рио-де-ла-Плата и Пласа Рома. Грузовики с готовой продукцией (печатными изданиями) стояли на Авенида Эдуардо Мадеро.

## Реконструкция

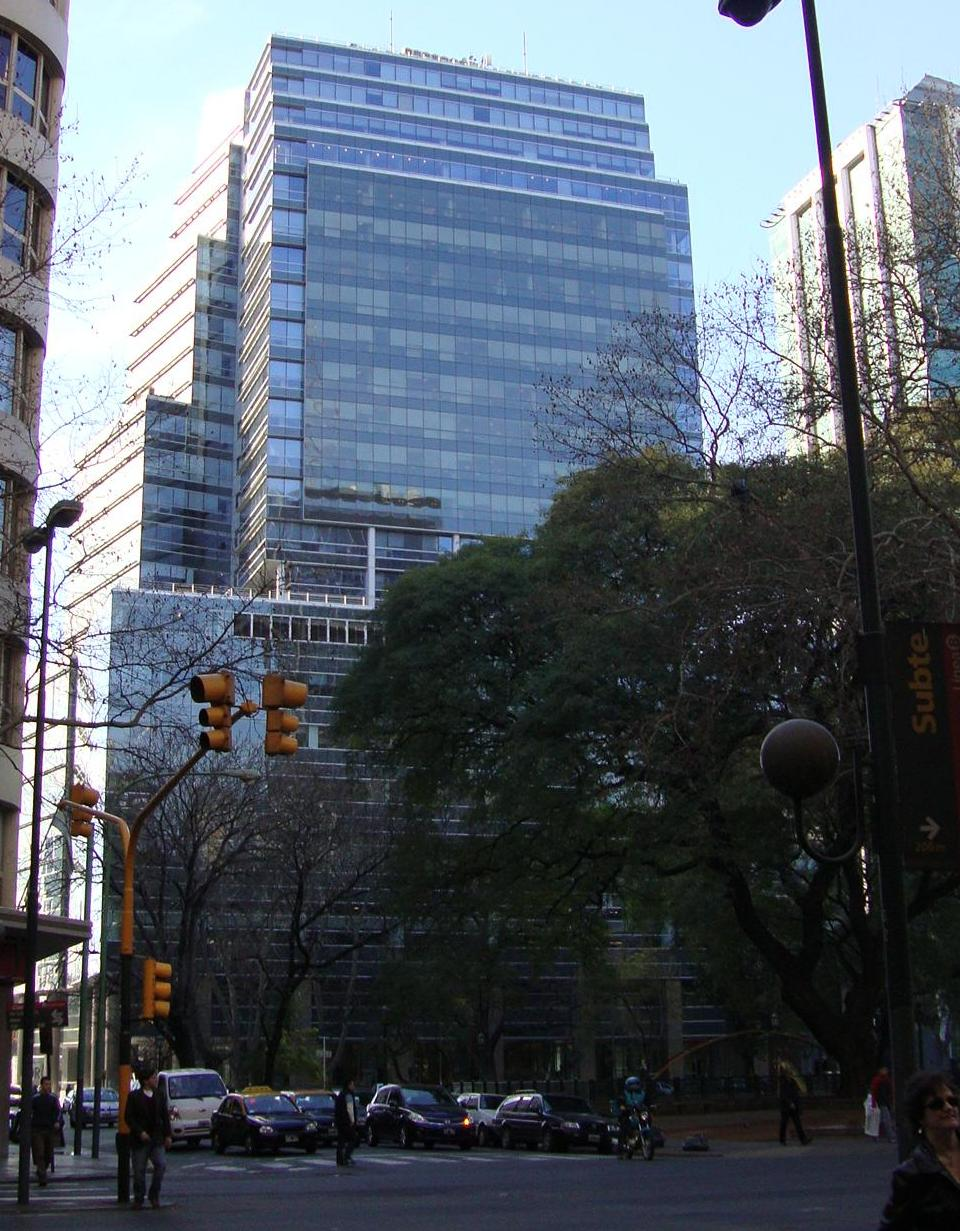
Вид на проспект Леандро Н. Алем.

К середине 2000 года газета La Nación присоединилась к промышленному конгломерату включающему Banco Rio и компанию Techint и было решено провести реконструкцию здания, сохранив первоначальные нижние этажи, но и коренным образом изменить остальную часть здания. Проект был проведен американской компанией HOK, связанной с аргентинским агентством Aisenson.
Здание было вновь открыто в 2004 году и в нём разместились газета La Nación, металлургическая компания Techint и офис компании PricewaterhouseCoopers, и другие компании. Типография газеты переехала в район Барракас. Здание 100 метров (328 футов) в высоту; площадью 65 000 м² (700 000 футов²) что сделало его одним из самых больших офисных зданий по площади в стране.

## Галерея

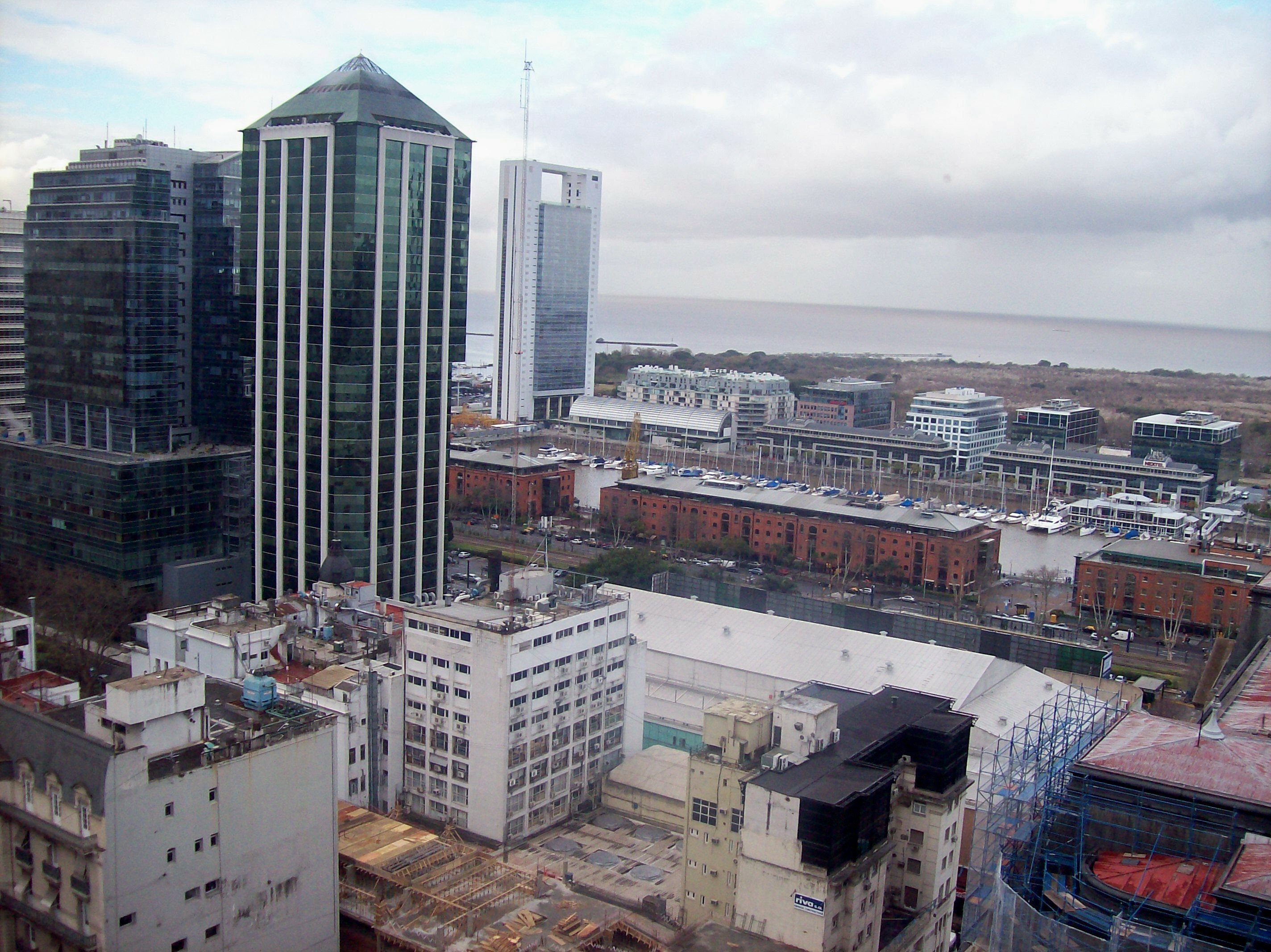
Вид на здание Torre Bouchard
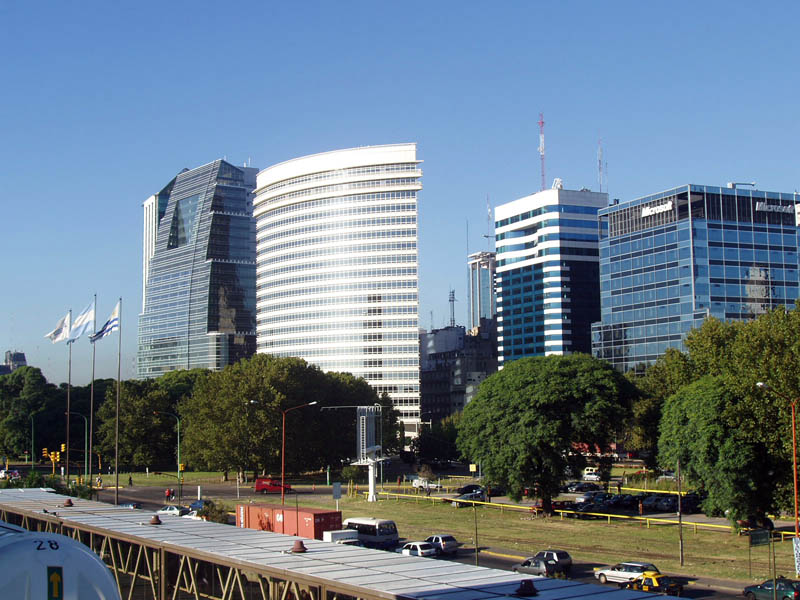
Высотки в районе Сан-Николас